# Walter McAfee
Walter McAfee   (Ore City, 2 de setembre de 1914 - South Belmar, 18 de febrer de 1995) va ser un físic matemàtic estatunidenc.
Després d'estudiar al Wiley College i de graduar-se a la universitat Estatal d'Ohio el 1937, va ser professor de secundària a Columbus fins al 1942. El 1942 es va incorporar al Laboratori Militar de Senyals a Fort Monmouth, on va participar en el Projecte Diana, que va finalitzar amb èxit el 1946 amb l'enviament d'una senyal a la Lluna i la recepció del seu eco 2,5 segons després. Aquest èxit li va valer una beca, amb la qual es va doctorar a la universitat Cornell el 1948 amb un treball de física nuclear dirigit per Hans Bethe. El 1948 va retornar al Comandament Militar de Comunicacions Electròniques (CECOM) on va treballar fins a la seva jubilació el 1985.